# Hymenoscyphus limonium
Hymenoscyphus limonium är en svampart som först beskrevs av Cooke & Peck, och fick sitt nu gällande namn av Dennis 1964. Hymenoscyphus limonium ingår i släktet Hymenoscyphus och familjen Helotiaceae.   Inga underarter finns listade i Catalogue of Life.